# Posto Público de Acesso a Internet
Popais (Posto Público de Acesso a Internet) é um programa do governo do estado de São Paulo.
Ele foi implantado em parceria com secretarias e órgãos do Governo do Estado, como os postos do Poupatempo, os restaurantes do Bom Prato, terminais de ônibus da EMTU, estações de trem da CPTM e do Metrô, Secretarias de estado, Centros de Integração da Cidadania (CICs) etc.
Tem o intuito de compartilhar informações e aprendizados, com o objetivo de incuir digitalmente pessoas de baixa renda e dar a oportunidade de elas conhecerem o mundo virtual que existe dentro da internet.

## Funções do Popais
Além da abertura e manutenção dos espaços públicos de acesso à internet, o Acessa São Paulo também desenvolve atividades importantes para a inclusão digital como:
• Produção de conteúdo digital e não-digital para a capacitação e informação da população atendida
• Divulgação e facilitação do uso de serviços de governo eletrônico
• Promoção de ações presenciais e virtuais que possam contribuir para o uso cidadão da internet e das novas tecnologias
• Fomento a projetos comunitários com uso de tecnologia da informação
• Produção de pesquisas e informações sobre inclusão digital